# Sagan om Ringen (musikalbum)
Sagan om Ringen är ett musikalbum av den svenske organisten Bo Hansson. Albumet släpptes på hösten 1970. Två år senare, 1972, släpptes albumet i resten av världen, då under namnet Music Inspired by The Lord of the Rings och med ett annat omslag än originalet. 
Albumet är inspirerat av J.R.R. Tolkiens roman Sagan om ringen som Hansson hade blivit tipsad att läsa av sin flickvän. Hansson ansåg att böckerna behövde ett soundtrack. Under tre månader skapade han musiken i en lägenhet på Södermalm i Stockholm. Han spelade också in en demotejp som han gav till Anders Lind, blivande grundare av skivbolaget Silence Records. Lind gillade Hanssons projekt och ville ge ut skivan. Varken Lind eller Hansson hade dock pengar att hyra en studio för så därför spelades albumet in i en sommarstuga på Älgö i Stockholms innerskärgård. Hösten 1969 och vintern 1969-1970 tillbringade Lind och Hansson där tillsammans med trummisen Rune Carlsson. Lind skötte tekniken i ett rum, Carlsson satt med trummor och hörlurar i en sängkammare och i ett tredje rum stod orgel, moog, bas och gitarrer.
Albumet släpptes som den andra skivan på det nystartade skivbolaget Silence. Albumet var ursprungligen tänkt att släppas som första album, men Gudibrallans album Uti vår hage hann släppas före.
Sagan om ringen är en av titlarna i boken Tusen svenska klassiker (2009). Skivan rankades av Sonic Magazine i juni 2013 som det 20:e bästa svenska albumet någonsin.

## Låtlista
1. "Första vandringen" - 3:30
2. "Den gamla skogen/Tom Bombadill" - 3:53
3. "I Skuggornas rike" - 2:31
4. "De svarta ryttarna/Flykten till vadstället" - 4:07
5. "I Elronds hus/Ringen vandrar söderut" - 4:42
6. "En vandring i mörker" - 1:12
7. "Lothlórien" - 4:00
8. "Skuggfaxe" - 0:50
9. "Rohans horn/Slaget vid Pelennors slätter" - 4:00
10. "Drömmar i Läkandets hus" - 1:58
11. "Hemfärden/Fylke rensas" - 2:56
12. "De grå hamnarna" - 5:07
13. "Tidiga skisser från Midgård" - 8:50 (Bonusspår på den ommastrade utgåvan)

## Medverkande
- Bo Hansson - orgel, gitarr, Moog synthesizer och bas
- Rune Carlsson - trummor och congas
- Gunnar Bergsten - saxofon
- Sten Bergman - flöjt
- Anders Lind - tekniker

### Fotnoter
1. 1 2  Gradvall et al (2009), #286
2. ↑  Sonic #69, sommaren 2013